# Вержеру
Вержеру́ (фр. Vergeroux) — коммуна во Франции, находится в регионе Пуату — Шаранта. Департамент коммуны — Шаранта Приморская. Входит в состав кантона Рошфор-Север. Округ коммуны — Рошфор.
Код INSEE коммуны — 17463.

## Население
Население коммуны на 2010 год составляло 1019 человек.
| 1962 | 1968 | 1975 | 1982 | 1990 | 1999 | 2010 |
| ---- | ---- | ---- | ---- | ---- | ---- | ---- |
| 336  | 336  | 430  | 529  | 551  | 756  | 1019 |